# سارة بواياين
سارة بواياين (بالفرنسية: Sarah Bouyain)‏، هي كاتبة سيناريو ومُخرجة بوركينابية فرنسية.

## روابط خارجية
سارة بواياين على موقع IMDb (الإنجليزية)
- سارة بواياين على موقع ألو سيني (الفرنسية)
- سارة بواياين على موقع أول موفي (الإنجليزية)
- سارة بواياين على موقع قاعدة بيانات الفيلم (الإنجليزية)
- سارة بواياين على موقع كينوبويسك (الروسية)